# 熊人霖
熊人霖（1604年—1666年），字伯甘，號鶴台，又號南榮子，江西南昌府進賢縣人，明朝、南明政治與軍事人物。

## 生平
工部尚书熊明遇之子。崇禎六年（1633年）癸酉科江西鄉試第八名舉人，崇禎十年（1637年）中丁丑科進士，授浙江義烏縣知縣，任內建造城池，不攤派勞役；推行保伍法，每月檢查縣民，設立金城營、講武營去除民居兵器。許都作亂，他監督軍隊平定亂軍，十五年轉任工部都水司主事。
弘光帝繼位後，熊人霖改任吏部主事，陞太僕寺少卿。隆武帝時，再改為太常寺少卿。福京失守，他和戶部主事熊孟啟、都察院都事熊孟台父子都隱居不出。清康熙五年（1666年），去世。

## 著作
熊人霖有地理專著《地緯》。熊志學將熊明遇的《格致草》和《地緯》合刻，取名《函宇通》。又著有文集《操缦草》等。

## 家族
曾祖熊富，赠资政大夫南刑部尚书；祖父熊儒，赠官同前；父熊明遇，辛丑進士、兵部尚书。

## 引用
1. 1 2  馬瓊. . 江南大學學報. 2009, 8 (4): 72.
2. 1 2  錢海岳《南明史·卷四十三·列傳第十九》：熊明遇，字良孺，進賢人。……子人霖，字伯甘。崇禎十年進士。授義烏知縣。築城，民不知役。行保伍法以軍令，月再肄之。設金城、講武二營，而除戎器正伍兩寓焉。
3. ↑  《崇禎十年丁丑科進士三代履歷》：熊人霖，曾祖富，赠资政大夫南刑部尚书；祖儒，赠官同前；父明遇，兵部尚书辛丑。鹤台，诗三房，壬子七月十二日生，进贤县人，癸酉八名，会九十六名，三甲一百五十七名，兵部观政，戊寅授义乌知县，壬午升工部都水司主事，六月题准浙闽会剿监军，癸未三月儲銓，四月考察，降一级，以叙功准考选，甲申八月奉旨叙擢，補任都水，又奉旨优叙为贤吏劝，乙酉正月調吏部，四月補稽勋司主事。
4. ↑  錢海岳《南明史·卷四十三·列傳第十九》：許都亂，監軍平菁賊，遷工部主事。安宗立，改吏部，陞太僕少卿。紹宗即位，改太嘗少卿。人霖子孟啟，字東星，任戶部主事。孟台，字六星，任都察都事。福京亡後，明遇、人霖、孟啟、孟台皆隱居卒。